# Mount Merrick
Mount Merrick är ett berg i Antarktis. Det ligger i Östantarktis. Australien gör anspråk på området. Toppen på Mount Merrick är 1 120 meter över havet.
Terrängen runt Mount Merrick är platt åt nordost, men åt sydväst är den kuperad. Trakten är obefolkad. Det finns inga samhällen i närheten. 